# Passo del Cavallo
Il passo del Cavallo è un valico alpino situato a 742 m di altitudine che si trova sul confine tra Lumezzane e Agnosine, in provincia di Brescia. Inaugurato il 12 agosto del 1978 è percorso dalla strada provinciale 79 e mette in comunicazione la val Gobbia con la valle Sabbia. Presso il passo si trova una chiesa dedicata al Cristo dei Monti e dal passo partono alcuni sentieri tra cui il sentiero 3V delle Tre Valli Bresciane.